# Albo d'oro del campionato danese di calcio
La pagina elenca le squadre vincitrici del massimo livello del campionato danese di calcio.

## Albo d'oro

### Torneo nazionale di calcio (1913-1927)
| Anno    | Vincitore                                         | Secondo                                           |
| ------- | ------------------------------------------------- | ------------------------------------------------- |
| 1912-13 | KB                                                | B 1901                                            |
| 1913-14 | KB (2)                                            | B.93                                              |
| 1914-15 | non disputata a causa della prima guerra mondiale | non disputata a causa della prima guerra mondiale |
| 1915-16 | B.93                                              | KB                                                |
| 1916-17 | KB (3)                                            | AB                                                |
| 1917-18 | KB (4)                                            | Randers                                           |
| 1918-19 | AB                                                | B 1901                                            |
| 1919-20 | B 1903                                            | B 1901                                            |
| 1920-21 | AB (2)                                            | Aarhus                                            |
| 1921-22 | KB (5)                                            | B 1901                                            |
| 1922-23 | Frem                                              | Aarhus                                            |
| 1923-24 | B 1903 (2)                                        | B 1913                                            |
| 1924-25 | KB (6)                                            | Aarhus                                            |
| 1925-26 | B 1903 (3)                                        | B 1901                                            |
| 1926-27 | B.93 (2)                                          | Skovshoved                                        |

### Torneo danese (1928-1929)
| Anno    | Vincitore        | Secondo          |
| ------- | ---------------- | ---------------- |
| 1927-28 | nessun vincitore | nessun vincitore |
| 1928-29 | B.93 (3)         | KB               |

### Championship League (1930-1940)
| Anno    | Vincitore  | Secondo       | Capocannoniere                                  |
| ------- | ---------- | ------------- | ----------------------------------------------- |
| 1929-30 | B.93 (4)   | Frem          |                                                 |
| 1930-31 | Frem (2)   | KB            |                                                 |
| 1931-32 | KB (7)     | AB            |                                                 |
| 1932-33 | Frem (3)   | B.93          |                                                 |
| 1933-34 | B.93 (5)   | B 1903        |                                                 |
| 1934-35 | B.93 (6)   | Frem          |                                                 |
| 1935-36 | Frem (4)   | AB            |                                                 |
| 1936-37 | AB (3)     | Frem          | Pauli Jørgensen (Frem) (19)                     |
| 1937-38 | B 1903 (4) | Frem          | Knut Andersen (B 1903) (23)                     |
| 1938-39 | B.93 (7)   | KB            | Erik Petersen (B 93) (27)                       |
| 1939-40 | KB (8)     | Fremad Amager | Frede Jensen (Køge) (12) Kaj Hansen (B 93) (12) |

### Torneo di guerra (1941-1945)
| Anno    | Vincitore | Secondo       |
| ------- | --------- | ------------- |
| 1940-41 | Frem (5)  | Fremad Amager |
| 1941-42 | B.93 (8)  | AB            |
| 1942-43 | AB (4)    | KB            |
| 1943-44 | Frem (6)  | AB            |
| 1944-45 | AB (5)    | Aarhus        |

### 1.Division (1945-1990)
| Anno    | Vincitore    | Secondo    | Capocannoniere                                                                                |
| ------- | ------------ | ---------- | --------------------------------------------------------------------------------------------- |
| 1945-46 | B.93 (9)     | KB         | Jørgen Leschly Sørensen (B 93) (16)                                                           |
| 1946-47 | AB (6)       | KB         | Helge Bronée (ØB) (21)                                                                        |
| 1947-48 | KB (9)       | Frem       | John Hansen (Frem) (20)                                                                       |
| 1948-49 | KB (10)      | AB         | Jørgen Leschly Sørensen (OB) (16)                                                             |
| 1949-50 | KB (11)      | AB         | James Rønvang (AB) (15)                                                                       |
| 1950-51 | AB (7)       | Odense     | James Rønvang (AB) (11) Henning Bjerregaard (B 93) (11) Jens Peter Hansen (Esbjerg) (11)      |
| 1951-52 | AB (8)       | Køge BK    | Valdemar Kendzior (Skovshoved) (13) Poul Erik Petersen (Køge) (13)                            |
| 1952-53 | KB (12)      | Skovshoved | Valdemar Kendzior (Skovshoved) (17)                                                           |
| 1953-54 | Køge BK      | KB         | Jens-Carl Christensen (AB) (12)                                                               |
| 1954-55 | Aarhus (1)   | AB         | Henning Jensen (Frem) (17)                                                                    |
| 1955-56 | Aarhus (2)   | Esbjerg    | Gunnar Kjeldberg (AGF) (18)                                                                   |
| 1956-57 | Aarhus (3)   | AB         | Søren Andersen (Frem) (27)                                                                    |
| 1958    | Vejle        | Frem       | Henning Enoksen (Vejle) (27)                                                                  |
| 1959    | B 1909       | KB         | Per Jensen (KB) (20)                                                                          |
| 1960    | Aarhus (4)   | KB         | Harald Nielsen (Frederikshavn) (19)                                                           |
| 1961    | Esbjerg      | KB         | Jørgen Ravn (KB) (26)                                                                         |
| 1962    | Esbjerg (2)  | B 1913     | Henning Enoksen (AGF) (24) [[Carl Emil Christiansen\| Carl Emil Christiansen]] (Esbjerg) (24) |
| 1963    | Esbjerg (3)  | B 1913     | Mogens Haastrup (B 1909) (21)                                                                 |
| 1964    | B 1909 (2)   | Aarhus     | Jørgen Ravn (KB) (21)                                                                         |
| 1965    | Esbjerg (4)  | Vejle      | Per Petersen (B 1903) (18)                                                                    |
| 1966    | Hvidovre     | Frem       | Henning Enoksen (AGF) (16)                                                                    |
| 1967    | AB (9)       | Frem       | Leif Nielsen (Frem) (15)                                                                      |
| 1968    | KB (13)      | Esbjerg    | Niels-Christian Holmstrøm (KB) (23)                                                           |
| 1969    | B 1903 (5)   | KB         | Steen Rømer Larsen (B 1903) (15)                                                              |
| 1970    | B 1903 (6)   | AB         | Ole Forsing (B 1903) (18)                                                                     |
| 1971    | Vejle (2)    | Hvidovre   | Uffe Brage (KB) (19) John Nielsen (B 1901) (19)                                               |
| 1972    | Vejle (3)    | B 1903     | Karsten Lund (Vejle) (16) John Nielsen (B 1901) (16)                                          |
| 1973    | Hvidovre (2) | Randers    | Hans Aabech (Hvidovre) (28)                                                                   |
| 1974    | KB (14)      | Vejle      | Niels-Christian Holmstrøm (KB) (24)                                                           |
| 1975    | Køge BK (2)  | Holbæk     | Bjarne Petersen (KB) (25)                                                                     |
| 1976    | B 1903 (7)   | Frem       | Mogens Jespersen (AaB) (22)                                                                   |
| 1977    | Odense       | B 1903     | Allan Hansen (OB) (23)                                                                        |
| 1978    | Vejle (4)    | Esbjerg    | John Eriksen (OB) (22)                                                                        |
| 1979    | Esbjerg (5)  | KB         | John Eriksen (OB) (20)                                                                        |
| 1980    | KB (15)      | Næstved    | Hans Aabech (KB) (19)                                                                         |
| 1981    | Hvidovre (3) | Lyngby     | Allan Hansen (OB) (28)                                                                        |
| 1982    | Odense (2)   | Aarhus     | Ib Jacquet (Vejle) (20)                                                                       |
| 1983    | Lyngby       | Odense     | Vilhelm Munk Nielsen (OB) (20)                                                                |
| 1984    | Vejle (5)    | Aarhus     | Steen Thychosen (Vejle) (24)                                                                  |
| 1985    | Brøndby      | Lyngby     | Lars Bastrup (Ikast) (20)                                                                     |
| 1986    | Aarhus (5)   | Brøndby    | Claus Nielsen (Brøndby) (16)                                                                  |
| 1987    | Brøndby (2)  | Ikast FS   | Claus Nielsen (Brøndby) (20)                                                                  |
| 1988    | Brøndby (3)  | Næstved    | Bent Christensen (Brøndby) (21)                                                               |
| 1989    | Odense (3)   | Brøndby    | Miklos Molnar (Frem) (14) Flemming Christensen (Lyngby) (14) Lars Jakobsen (OB) (14)          |
| 1990    | Brøndby (4)  | B 1903     | Bent Christensen Arensøe (Brøndby) (17)                                                       |

### Superligaen (1991-)
| Anno    | Vincitore       | Secondo      | Capocannoniere                                                                                                 |
| ------- | --------------- | ------------ | --- |
| 1991    | Brøndby (5)     | Lyngby       | Bent Christensen Arensøe (Brøndby) (11)                                                                        |
| 1991-92 | Lyngby (2)      | B 1903       | Peter Møller (AaB) (17)                                                                                        |
| 1992-93 | Copenaghen      | Odense       | Peter Møller (AaB) (22)                                                                                        |
| 1993-94 | Silkeborg       | Copenaghen   | Søren Frederiksen (Silkeborg) (18)                                                                             |
| 1994-95 | Aalborg         | Brøndby      | Erik Bo Andersen (AaB) (24)                                                                                    |
| 1995-96 | Brøndby (6)     | Aarhus       | Thomas Thorninger (AGF) (20)                                                                                   |
| 1996-97 | Brøndby (7)     | Vejle        | Miklos Molnar (Lyngby) (26)                                                                                    |
| 1997-98 | Brøndby (8)     | Silkeborg    | Ebbe Sand (Brøndby) (28)                                                                                       |
| 1998-99 | Aalborg (2)     | Brøndby      | Heine Fernandez (Viborg) (23)                                                                                  |
| 1999-00 | Herfølge        | Brøndby      | Peter Lassen (Silkeborg) (16)                                                                                  |
| 2000-01 | Copenaghen (2)  | Brøndby      | Peter Graulund (Brøndby) (21)                                                                                  |
| 2001-02 | Brøndby (9)     | Copenaghen   | Peter Madsen (Brøndby) (22) Kaspar Dalgas (OB) (22)                                                            |
| 2002-03 | Copenaghen (3)  | Brøndby      | Søren Frederiksen (Viborg) (18) Jan Kristiansen (Esbjerg) (18)                                                 |
| 2003-04 | Copenaghen (4)  | Brøndby      | Steffen Højer (OB) (19) Mohamed Zidan (FC Midtjylland) (19) Tommy Bechmann (Esbjerg) (19) Mwape Miti (OB) (19) |
| 2004-05 | Brøndby (10)    | Copenaghen   | Steffen Højer (OB) (20)                                                                                        |
| 2005-06 | Copenaghen (5)  | Brøndby      | Steffen Højer (Viborg) (16)                                                                                    |
| 2006-07 | Copenaghen (6)  | Midtjylland  | Rade Prica (AaB)                                                                                               |
| 2007-08 | Aalborg (3)     | Midtjylland  | Jeppe Curth (AaB) (17)                                                                                         |
| 2008-09 | Copenaghen (7)  | Odense       | Marc Nygaard (Randers) (16)                                                                                    |
| 2009-10 | Copenaghen (8)  | Odense       | Peter Utaka (Odense) (18)                                                                                      |
| 2010-11 | Copenaghen (9)  | Odense       | Dame N'Doye (Copenhagen) (25)                                                                                  |
| 2011-12 | Nordsjælland    | Copenaghen   | Dame N'Doye (Copenhagen) (18)                                                                                  |
| 2012-13 | Copenaghen (10) | Nordsjælland | Andreas Cornelius (Copenhagen) (18)                                                                            |
| 2013-14 | Aalborg (4)     | Copenaghen   | Thomas Dalgaard (Viborg) (18)                                                                                  |
| 2014-15 | Midtjylland     | Copenaghen   | Mads Hvilsom (Hobro) (16) Martin Pušić (Esbjerg) (16)                                                          |
| 2015-16 | Copenaghen (11) | SønderjyskE  | Lukas Spalvis (Aalborg) (18)                                                                                   |
| 2016-17 | Copenaghen (12) | Brøndby      | Marcus Ingvartsen (Nordsjaelland) (23)                                                                         |
| 2017-18 | Midtjylland (2) | Brøndby      | Pål Alexander Kirkevold (Hobro) (22)                                                                           |
| 2018-19 | Copenaghen (13) | Midtjylland  | Robert Skov (Copenhagen) (29)                                                                                  |
| 2019-20 | Midtjylland (3) | Copenaghen   | Kamil Wilczek (Brøndby) (17)                                                                                   |
| 2020-21 | Brøndby (11)    | Midtjylland  | Mikael Uhre (Brøndby) (19)                                                                                     |
| 2021-22 | Copenaghen (14) | Midtjylland  | Niklas Helenius (Silkeborg) (17)                                                                               |
| 2022-23 | Copenaghen (15) | Nordsjælland | Patrick Mortensen (Aarhus) (15)                                                                                |
| 2023-24 | Midtjylland (4) | Brøndby      | German Onugkha (Vejle) (15)                                                                                    |